# Strange Circus
Pour plus de détails, voir Fiche technique et Distribution.
Strange Circus (奇妙なサーカス, Kimyō na sākasu) est un film japonais réalisé par Sion Sono, sorti en 2005.

## Synopsis
Taeko, auteur de littérature érotique écrit une histoire sur une famille incestueuse. Son assistant, Yūji, enquête sur la réalité de cette histoire.

## Fiche technique
- Titre : Strange Circus
- Titre original : 奇妙なサーカス (Kimyō na sākasu)
- Réalisation : Sion Sono
- Scénario : Sion Sono
- Musique : Sion Sono
- Photographie : Yūichirō Ohtsuka
- Montage : Jun'ichi Itō
- Production : Kōji Hoshino, Toshiaki Nakazawa, Toshihiro Satō et Toshiie Tomida
- Société de production : Sedic
- Société de distribution :
- Pays :  Japon
- Genre : Drame, horreur, thriller
- Durée : 108 minutes
- Dates de sortie : 
  -  Japon : 24 décembre 2005

## Distribution
- Masumi Miyazaki : Mitsuko Ozawa / Sayuri / Taeko
- Issei Ishida : Yūji Tamiya
- Rie Kuwana : Mitsuko jeune
- Seiko Iwaidō : Mitsuko jeune
- Swaylee Loughnane : Lee
- Tomorō Taguchi : l'éditeur de Taeko
- Hiroshi Ōguchi : Gōzō Ozawa
- Fujiko

## Distinctions
Le film a remporté le prix des lecteurs du Berliner Zeitung lors de la Berlinale 2006.